# 카프타이호
카프타이호(Kaptai Lake)는 방글라데시에서 가장 큰 인공 호수이다. 치타공주의 랑가마티구 아래 캅타이 우파질라에 위치해 있다. 이 호수는 카르나풀리강에 캅타이 댐을 건설한 결과로, 카르나풀리 수력 발전소의 일부로 만들어졌다. 캅타이 호의 평균 수심은 100 피트 (30 m)이고 최대 수심은 175 피트 (53 m)이다.

## 역사
수력 발전소를 위한 저수지 건설은 1956년 동파키스탄 정부에 의해 시작되었다. 랑가마티구의 54,000 에이커 (220 km2) 농지가 호수 생성으로 침수되었다. 이 프로젝트는 1961년에 완료되었다. 댐 건설로 인해 전체 경작지의 40%가 물에 잠겼고 100,000명의 주민이 이주되었다. 차크마족 왕의 궁전도 침수되어 물에 잠겼다. International Engineering Company와 Utah International Inc.가 댐 건설 계약을 따냈다. 댐은 길이 670.8미터, 높이 54.7미터이다.
2024년 9월 초, 랑가마티에 지속적인 상류 수류와 폭우가 쏟아지면서 캅타이 호의 수위가 위험 수준에 도달하여 16개의 수문이 개방되었다. 호수 수위를 낮추기 위해 3.5피트 열린 수문들은 초당 68,000 큐섹의 물을 카르나풀리강으로 방류하게 했다. 하루 전에는 수문이 2.5피트 열렸지만, 호수 수위가 계속 상승함에 따라 3.5피트까지 개방을 늘리기로 결정했다. 당시 캅타이 호의 수위는 108.74 MSL(평균 해수면)이었으며, 호수의 최대 용량은 109 MSL이었다.

## 갤러리

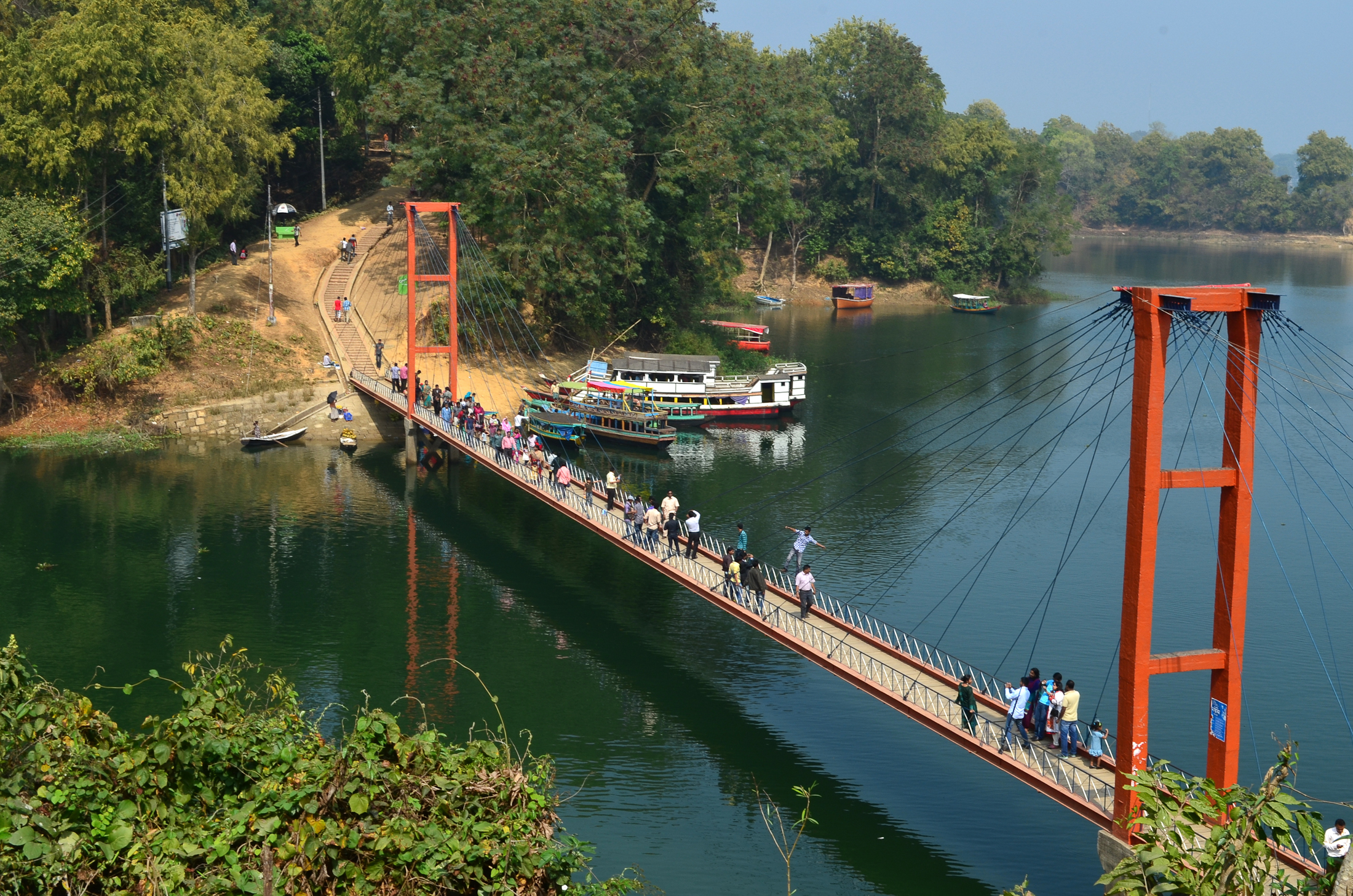
행잉 브릿지
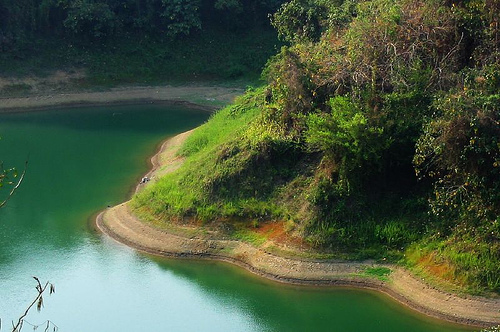
호수
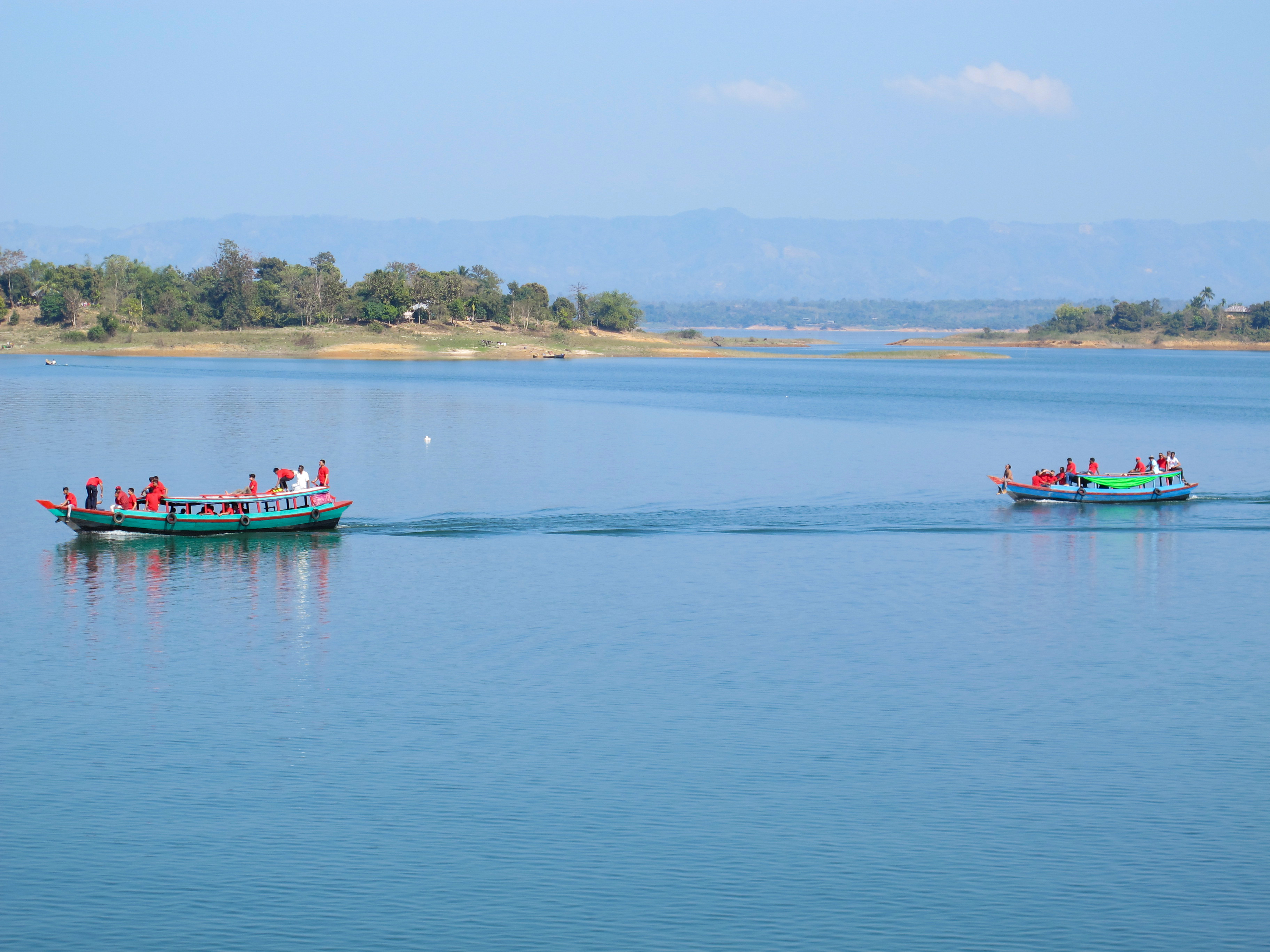
나무 보트
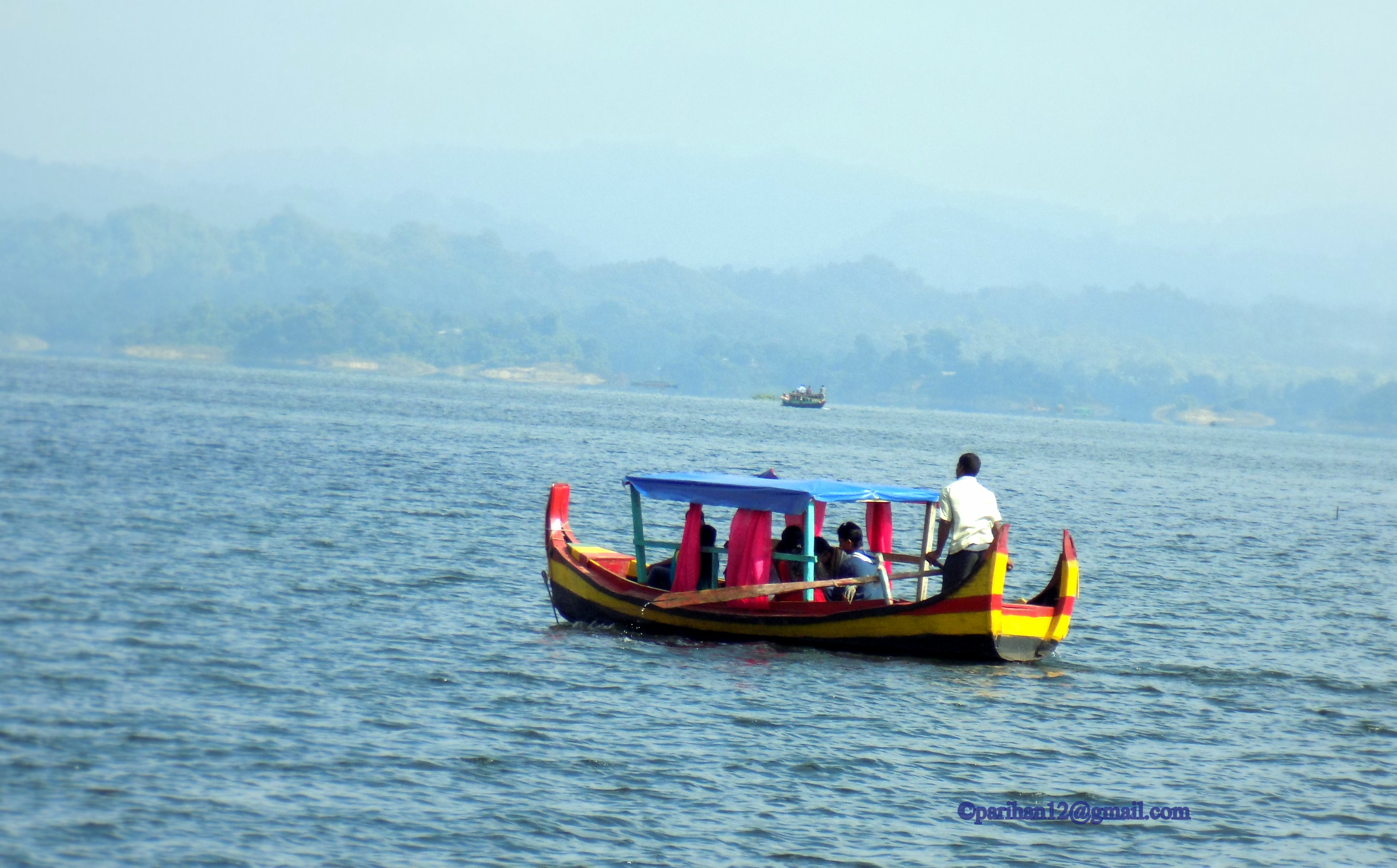
호수의 보트
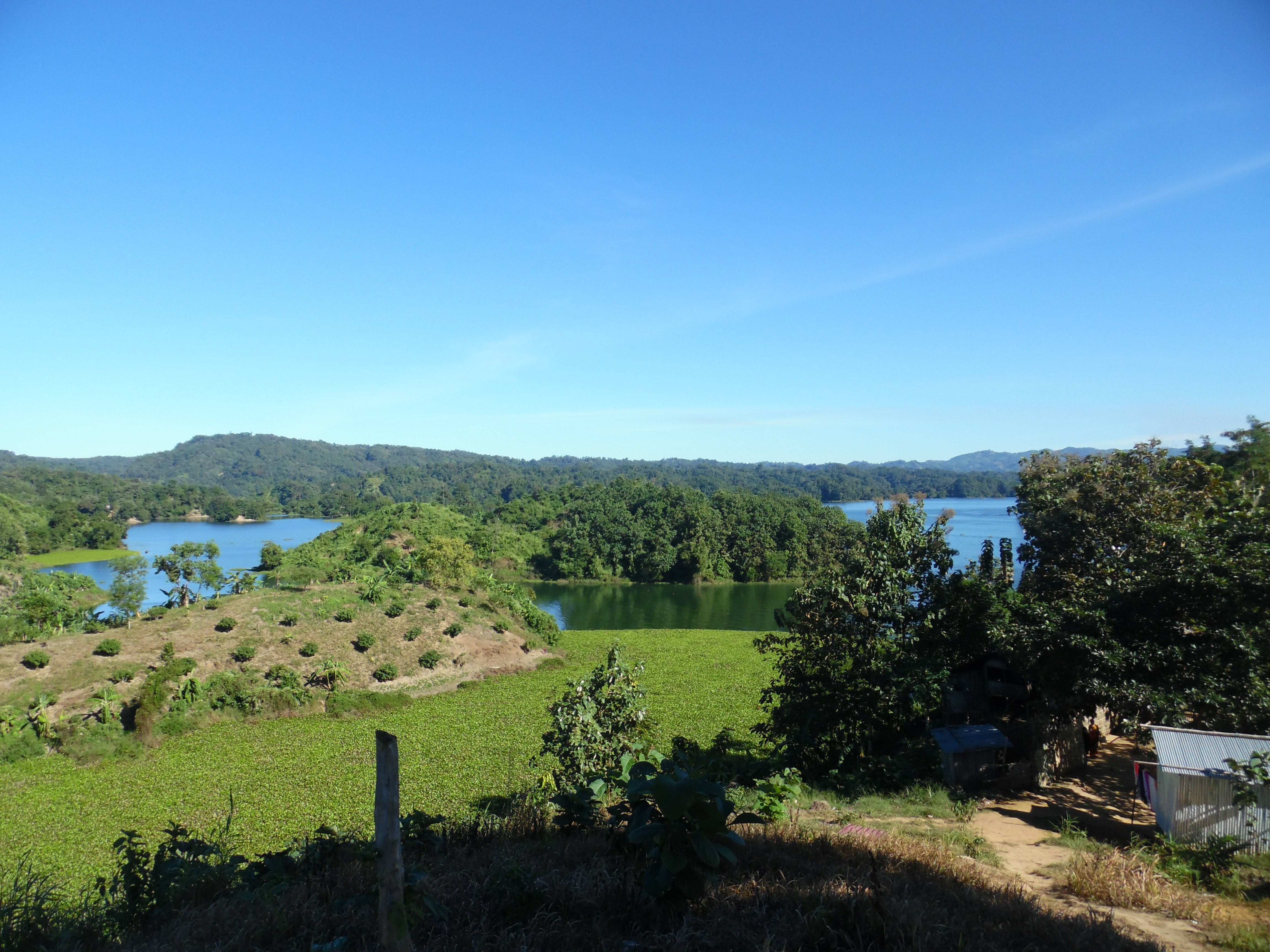
캅타이 호 전경, 랑가마티
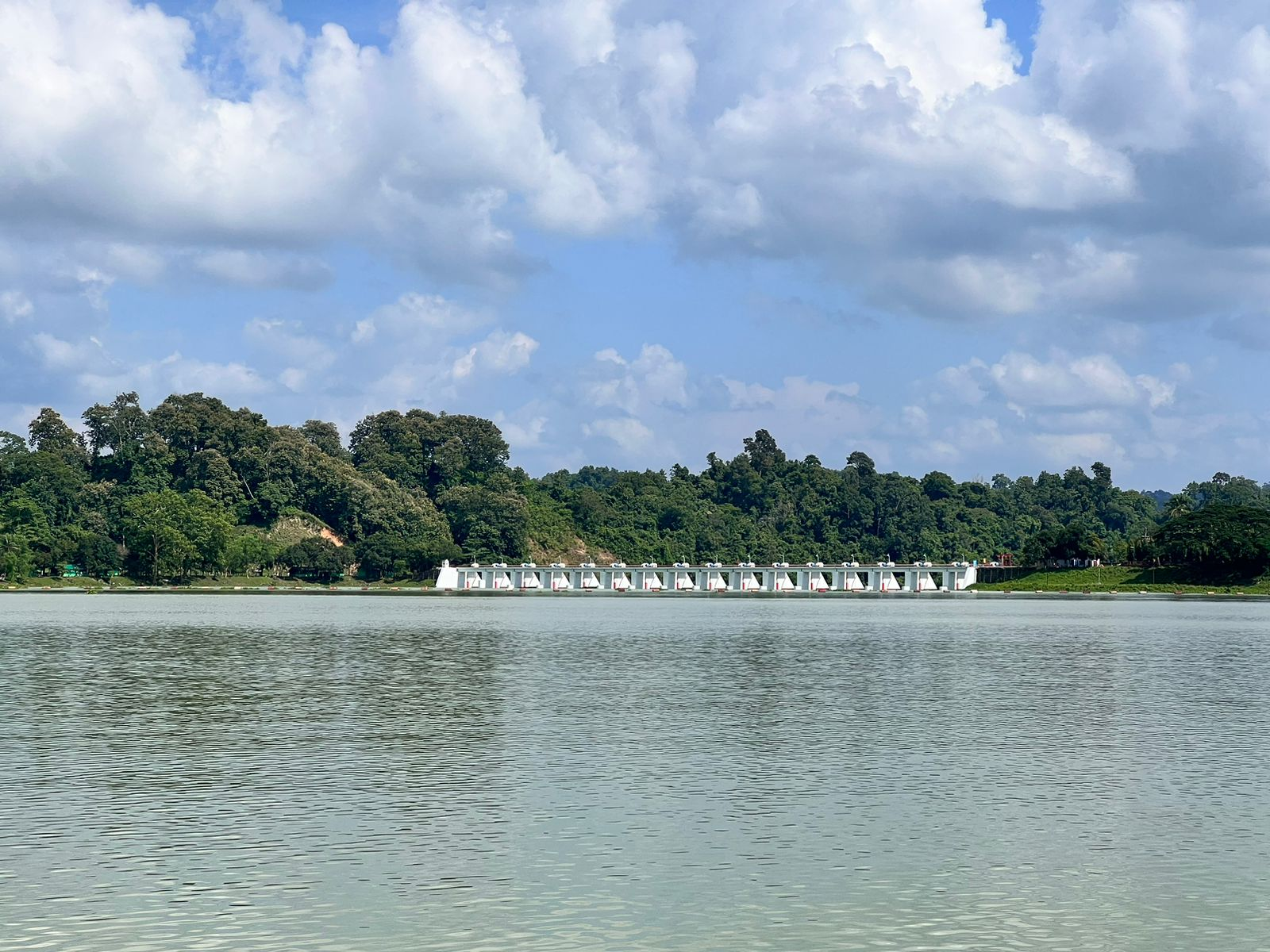
캅타이 댐
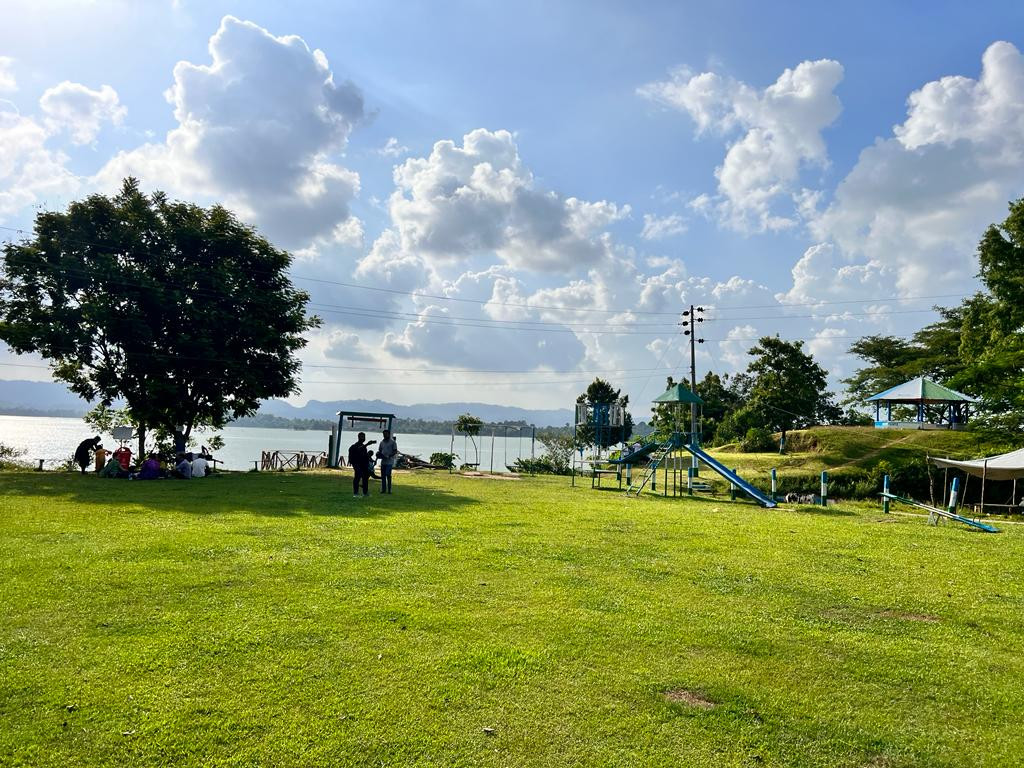
캅타이
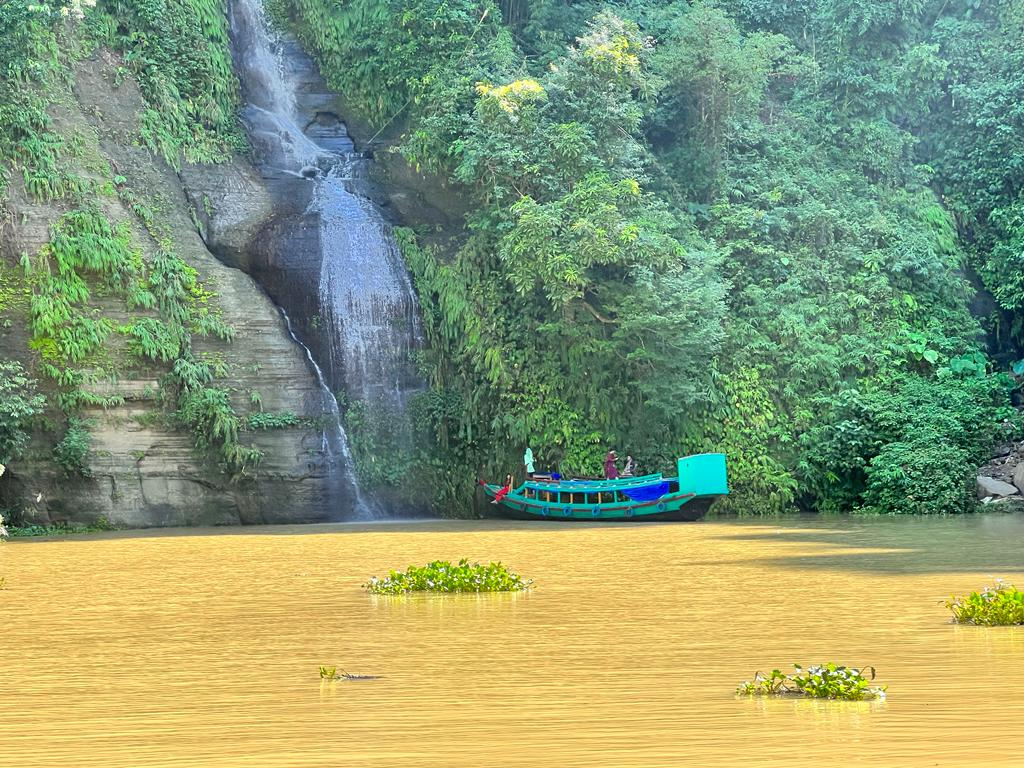
아름다운 폭포

## 같이 보기
- 마하마야 관개 프로젝트
- 캅타이 국립공원